# Steve Sweet
Steve Sweet (Den Haag, 12 september 1967) is een Nederlandse dj. Hij is vooral bekend onder de namen DJ Darkraver of The Darkraver, maar treedt soms ook op onder de naam DJ Steve Sweet. Hij is ook bekend geworden als mede-bedenker en promotor van de kreet “Hakkûh!”, een begrip dat wordt gebruikt voor de typische hardcore-/gabberdansstijl. Samen met DJ Gizmo wordt hij gezien als een van de belangrijkste vertegenwoordigers van de Haagse hardcore-scene.
In 2005 scoorde Darkraver samen met DJ Norman als DJ Norman vs Darkraver een grote hit met het nummer "Kom-tie dan hè!". Het nummer was vooral bij liefhebbers van jump populair en de videoclip was onder meer op muziekzender The Box een veel aangevraagd nummer.
Sweet begon zijn carrière als swingbeat-dj in Scheveningen, maar verdiende hier te weinig mee en werd daarom ook stripper/danser. In deze periode had Steve diverse wisselende baantjes, waaronder als bewakingsmedewerker in Leiden. Als stripper werkte hij in 1991 onder meer in de Rotterdamse club Parkzicht. In Parkzicht, een van de plaatsen waar de Nederlandse hardcore house is ontstaan, kwam Sweet in aanraking met housemuziek. Hierdoor werd hij uiteindelijk ook dj.
Rond 1997 is hij een van de dj's die weer in een wat langzamer tempo gaat draaien, waarmee ontstaat wat men New-school is gaan noemen. Deze stijl was zogezegd de nieuwere versie van de Old School House, welke toen onderdeel was van de gabber stromingen. Samen met DJ Vince scoorde hij enkele grote clubhits zoals "Intelligent hardcore" en "Thunderground".
Naast deze beide stromingen van de Hardcore draait Sweet ook hardstyle, jump, en op specifieke classics-feesten. Ook trad hij onder meer op tijdens een van 's werelds grootste dance-evenementen Sensation, in de Amsterdam ArenA.